# La dama di picche (film 1916)
La dama di picche (Пиковая дама, Pikovaja dama) è un film del 1916, diretto da Jakov Aleksandrovič Protazanov, basato sul racconto omonimo di Puškin.